# Pradosia cuatrecasasii
Pradosia cuatrecasasii – gatunek rośliny należący do rodziny sączyńcowatych. Gatunek występuje na obszarze Kolumbii.